# Thomas Arkell
Pour les articles homonymes, voir Arkell.
Thomas Arkell (10 novembre 1823-2 février 1906) est un homme politique canadien de l'Ontario. Il est député fédéral libéral-conservateur de la circonscription ontarienne d'Elgin-Est de 1878 à 1882.

## Biographie
Né dans le Gloucestershire en Angleterre, Arkell entame une carrière publique en tant que maire de la ville de St. Thomas en Ontario de 1865 à 1871.
Élu en 1878, il est défait en 1882.